# Оставить след
«Оставить след» — художественный фильм режиссёра Германа Лаврова.

## Сюжет
Студентка Нина Денисова вместе с концертной бригадой приезжает на строительство железной дороги. Здесь она встречает своего бывшего одноклассника, в которого тайно влюблена и решает остаться на стройке. Не сразу поймёт Нина, что из-за Толика не стоило бросать институт и менять свою жизнь, но о своём решении не пожалеет.

## В ролях
- Светлана Колышева / Петросьянц — Нина
- Сергей Проханов — Толик
- Иван Рыжов — Захарушкин
- Лев Прыгунов — Воробьёв
- Александр Сафронов — Борис
- Татьяна Догилева — Томка
- Наталия Потапова — Зина
- Николай Пеньков — Емельянов
- Игорь Ясулович — Мэнээс
- Любовь Соколова — Полина Петровна
- Леонид Трутнев — эпизод

## Съёмочная группа
- Режиссёр: Герман Лавров
- Сценарий: Александр Розин
- Оператор: Михаил Биц
- Композитор: Исаак Шварц
- Текст песен: Булат Окуджава